# Tunkás
Tunkas är en ort i Mexiko.   Den ligger i kommunen Tunkás och delstaten Yucatán, i den östra delen av landet, 1 100 km öster om huvudstaden Mexico City. Tunkas ligger 18 meter över havet och antalet invånare är 3 070.
Terrängen runt Tunkas är mycket platt. Runt Tunkas är det glesbefolkat, med 11 invånare per kvadratkilometer. Närmaste större samhälle är Cenotillo, 16,8 km öster om Tunkas. I omgivningarna runt Tunkas växer i huvudsak lövfällande lövskog.